# Lejos de Pekin
Lejos de Pekin es una película de Argentina filmada en colores dirigida por Maximiliano González sobre su propio guion que se estrenó el 19 de diciembre de 2019 y que tuvo como actores principales a Elena Roger, Javier Drolas y Cecilia Rossetto.

## Sinopsis
María y Daniel forman una pareja porteña que después de ocho años de casados viajan a una ciudad del norte argentino, para iniciar acompañados de una asistente social un período de adaptación con una niña a quien adoptarán legalmente si su madre biológica, que tiene dudas al respecto, consiente en entregarla en adopción, pero las cosas no suceden como lo esperaban.

## Reparto
Intervinieron en la película los siguientes intérpretes:
- Elena Roger ... María
- Javier Drolas ... Daniel
- Cecilia Rossetto
- José María Marcos

## Críticas
Gaspar Zimerman en Clarín opinó:

”Pese al empeño actoral en contrario, las costuras artificiales del guion quedan a la vista -sobre todo, los encuentros que la pareja tiene con otros personajes fuera de la habitación- y el resultado es que en ningún momento existe una compenetración real con los sentimientos de los protagonistas. La pátina publicitaria de las imágenes termina de ahuyentar cualquier empatía. Como telón de fondo hay una lluvia que no cesa y que provoca la evacuación de parte del pueblo: una metáfora inconducente en la que se hace hincapié una y otra vez, como buscando dotar de dramatismo y emoción a una historia que carece de esas cualidades."

Diego Brodersen escribió en Página 12:

”Película de encierros y de esperas, los protagonistas…recalan en un hotel donde comienzan a desarrollarse una serie de conversaciones recargadas de sentido, confesionales, en ciertos momentos ampulosas. En ese juego entre una dirección actoral pretendidamente naturalista y diálogos algo literarios, la película comienza a chirriar más temprano que tarde. Los personajes nunca terminan de cuajar, de tomar una forma definitiva, transformándose en cuerpos diseñados para la emisión de frases."